# مارتین آلونسو پینزون
مارتین آلونسو پینزون (انگلیسی: Martín Alonso Pinzón; c. 1441 – c. 1493) ملوان، کاوشگر و مکتشف اهل تاج کاستیا بود. وی ناخدای کشتی لا پینتا، یکی از مجموع ۳ کشتی ناوگان سفرهای اکتشافی کریستف کلمب بود که منجر به کشف آمریکا توسط اروپایی‌ها گردید.